# Léon Pesch
Léon Pesch war ein luxemburgischer Schwimmer.

## Karriere
Pesch nahm 1920 an den Olympischen Spielen in Antwerpen teil. Hier erreichte er im Wettbewerb über 100 m Freistil als Vierter seines Vorlaufs das Halbfinale nicht.